# Мурашниця велика
Мурашниця велика (Grallaria excelsa) — вид горобцеподібних птахів родини Grallariidae.

## Поширення
Ендемік Венесуели. Поширений в горах Сьєрра-де-Періха і в Андах від Лари до Тачири і вздовж північних прибережних гір в штаті Арагуа. Мешкає у гірських вологих лісах.

## Спосіб життя
Раціон включає, переважно, наземні безхребетні, хоча членистоногі не мають ключового значення. Швидше, дощові черв'яки є основною їжею. Жуки та слимаки також були зафіксовані як здобич.

## Підвиди
- Grallaria excelsa excelsa Berlepsch, 1893 — Західна Венесуела
- Grallaria excelsa phelpsi Gilliard, 1939 — Північна Венесуела